# مانولان‌پوئیستو
مانُولان‌ْپُوئیسْتو (به فنلاندی: Maunulanpuisto) یک منطقهٔ مسکونی در فنلاند است که در هلسینکی واقع شده‌است.